# Гунашев, Магомед Гунашевич
Магомед Гунашевич Гунашев (авар. МухIамад Гунашев Гунашил вас; 1936 — 8 марта 2013) — аварский советский поэт, учитель. Ветеран труда,  лауреат общественной литературной премии им. Махмуда из Кахаб-Росо.

## Биография
Магомед Гунашев родился в 1936 году в селении Цатаних Унцукульского района Дагестанской АССР, по национальности — аварец. Образование получал в местной сельской школе, окончил среднюю школу в Чечено-Ингушетии, заочно окончил филологический факультет ДГУ.
В 1954 году стал учителем начальных классов школы-интерната селения Саясан Чечено-Ингушской АССР. С 1955 года на протяжении трёх лет служил в рядах советской армии. По возвращении оттуда до 1962 года работал  секретарём Унцукульского райкома комсомола. В 1976 году переехал в село Петраковское Хасавюртовского района, работал учителем родного языка в местной школе соседнего села Могилёвское.
Являлся членом союза писателей России с 2000 года.

## Творчество
Поэт начал свою творческую деятельность в 1954 году, начав свою двадцатилетнюю работу в редакции районной газеты «Садовод» на разных должностях (от корреспондента до главного редактора). Там он и стал публиковать свои первые произведения. В 1961 году вышла первая коллективная книга «Голоса молодых», куда была включена большая подборка стихов Магомеда Гунашева. В 1974 году опубликовал свою первую книгу «Мелодия гор». Имел встречу с такими дагестанскими поэтами, как Расул Гамзатов, Омаргаджи Шахтаманов, Загид Гаджиев и др. Автор гимна Унцукульского района. Награждён медалью «В ознаменование 100-летия со дня рождения Владимира Ильича Ленина».